# An Invitation to the White House
Una Invitación a la Casa Blanca: En Casa con la Historia (titulado en inglés An Invitation to the White House: At Home with History) es un libro de mesa escrito en 2000 por la entonces primera dama de los Estados Unidos, Hillary Rodham Clinton.  Publicado por Simon & Schuster,  describe la vida en la Casa Blanca durante la administración Clinton, incluyendo los proyectos de renovación y restauración que fueron hechos y pone énfasis en la gastronomía estadounidense.

## Antecedentes y redacción
Los planes del libro fueron anunciados públicamente en abril de 1999.  Un portavoz de la editorial dijo que la primera vez que Clinton pensó la idea del libro había sido un año y un medio antes.
Clinton trabajó en el libro durante las elecciones al Senado de los Estados Unidos por Nueva York del año 2000, a menudo escribiendo notas o texto a mano entre los actos de campaña. Se indicó que la escritora Cheryl Merser asistiría a Clinton con la investigación y la redacción de la obra; se reunió con Clinton dos veces durante este periodo. El libro fue terminado durante el verano del 2000, pero su publicación tuvo que esperar hasta después de la elección al Senado, para evitar la apariencia de que Clinton estaba usando el libro para obtener una ventaja con sus años como primera dama. Así, el libro fue publicado poco antes de que la autora dejara la Casa Blanca para ocupar su escaño en el Senado de Estados Unidos.

## Temas del libro
El libro es el más tradicional de las publicaciones de Clinton, teniendo poco que ver con política y más con su rol como anfitriona. En particular, buscó retratar a la autora como "una guardiana de la tradición". Clinton no recibió ningún anticipo y los ingresos por las ventas del libro de $35 fueron destinados a la Asociación Histórica de la Casa Blanca, una organización privada sin fines de lucro con la misión de promover el conocimiento, aprecio y disfrute del público con la Casa Blanca. Esa asociación también posee los derechos de autor sobre el libro.
El prefacio del libro fue escrito por J. Carter Brown, exdirector de la Galería Nacional de Arte. Su introducción fue escrita por el historiador Carl Sferrazza Anthony.  Los capítulos del libro incluyen aquellos que abordan los aspectos históricos de la Casa Blanca, qué sucede entre bastidores, cómo las funciones de la Casa Blanca rinden homenaje a las artes, la cultura, a destacados estadounidenses, y a las tradiciones asociadas con las festividades de invierno. Se brindó mucha atención a la renovación de dos años del Salón Azul.  Las noventa páginas finales del libro están dedicadas a varias recetas de las cocinas de la Casa Blanca.  El volumen contiene más de 350 fotografías a color y en blanco y negro. La mayoría fueron tomadas por varios fotógrafos de la Oficina Fotográfica de la Casa Blanca, incluyendo a Ralph Alswang y Barbara Kinney, junto con fotos de la familia nunca antes publicadas. Muchas de las fotografías de los alimentos fueron tomadas por Romulo Yanes.
Contiene una alusión general a las controversias e investigaciones que afrontaron los Clinton durante sus años en la Casa Blanca. Pero no trata ninguna de ellas en particular; la única mención al Dormitorio Lincoln no hace ninguna referencia a la controversia del uso del Dormitorio Lincoln por parte de financistas de campaña. Tampoco aborda los sentimientos o pensamientos de Clinton como primera dama; ello tendría que esperar hasta la publicación en 2003 de su memorias, Historia Viva.

## Recepción crítica y comercial
La editorial, Simon & Schuster, emprendió una campaña publicitaria para el libro y otros dos sobre diseño estadounidense como parte de la temporada de compra por fiestas. La aparición del libro también coincidió con el 200.º aniversario de la Casa Blanca y muchos otros libros sobre el tema. Se celebró además una fiesta por el libro en la Casa Blanca en diciembre del 2000 con más de 300 invitados. El libro se vendió bien, pasando nueve semanas en la lista de best-sellers del The New York Times en la categoría de libros de no ficción en tapa dura, alcanzando la quinta posición.

Las fotografías y esquemas de las ilustraciones en el libro fueron calificadas de "lustrosas" o "lujosas". Con respecto a su contenido, Marian Burros del The New York Times escribió: 
En el mismo momento en el que Hillary Rodham Clinton ha roto el molde de Primera Dama al ganar una banca en el Senado, también celebra el lado tradicional de su vida durante los últimos ocho años, como la señora de la Mansión Ejecutiva... Defiende así el hecho de que una estudiosa de la política también pueda dedicar sus energías al lado del agasajo y del 'hacer galletas' que involucra ser Primera Dama. 
 Lawrence L. Knutson, de la Associated Press, escribió: "Lo más cerca que el libro llega al debate político o de política pública es una descripción de las intensas deliberaciones del círculo interno sobre las elección del tono adecuado de azul zafiro para el nuevo aspecto del Salón Azul." Sherryl Connolly, del Daily News, escribió: 
La sorpresa de este libro es ver a Clinton poniendo en relieve sus deberes domésticos, cuando durante ocho años ha trabajado tan decididamente para expandir su papel más allá de lo tradicional y esperable. Pero allí está, retratada palpando retazos de alfombras y preocupada por los arreglos florales para la cena de celebración del nuevo milenio, el año pasado.